# 柱頭 (建築)

イオニア式の柱
1.エンタブラチュア、2.コラム、3.コーニス、4.フリーズ、5.アーキトレーブ、6.柱頭、7.柱身、8.礎盤、9.ステュロバテス、10.基壇

柱頭（ちゅうとう、英: Capital）は、建築物の柱の頭部である。
垂直部材である柱の中で、水平部材である梁が接続される部分である。接続部分は特にアバクスという。
古代ギリシアにおけるオーダーでは柱頭が重視され、主としてその形状などにより、ドーリア式、イオニア式、コリント式などの様式が区別された。